# Astroqueen
Astroqueen was een Zweedse metalband, opgericht in 1998 en afkomstig uit Stenungsund.

## Leden
- Daniel Änghede - gitarist, zanger
- Daniel Tolergård - gitarist
- Mattias Wester - bassist
- Johan Backman - drummer

## Discografie
- 2001 - Into Submission
- 2005 - Astroqueen vs Buffalo